# Krasov (Vidnava)

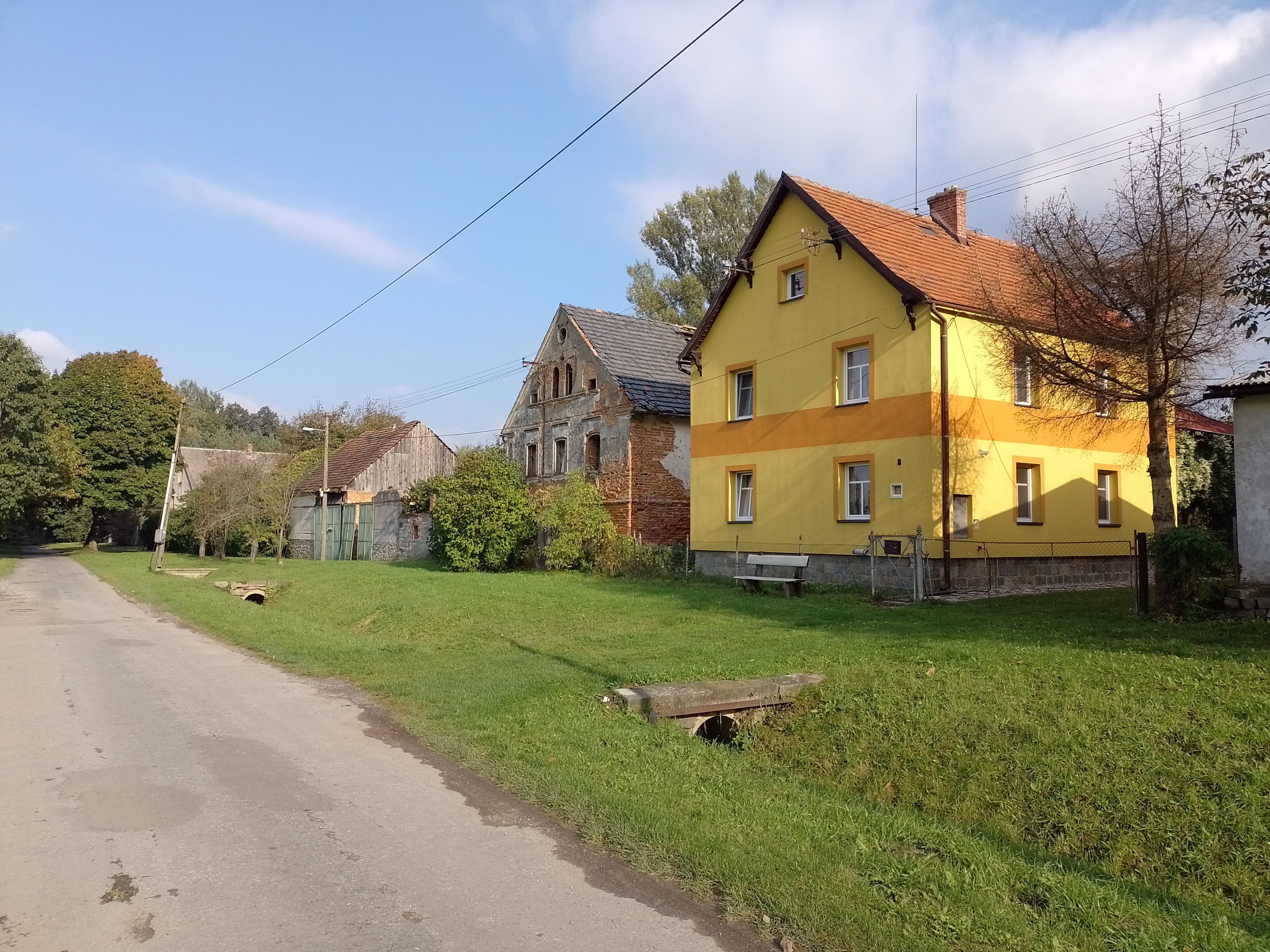
Krasov (2021)

Krasov, 1945–1959 Krasów, (deutsch Schubertskrosse) ist eine Ortslage der Stadt Vidnava in Tschechien. Sie liegt einen Kilometer nordöstlich von Vidnava an der polnischen Grenze und gehört zum Okres Jeseník.

## Geographie
Krasov befindet sich rechtsseitig des Weidenauer Wassers in der schlesischen Ebene.
Nachbarorte sind Kałków im Norden, Łąka und Nadziejów im Nordosten, Jarnołtów im Südosten, Vidnavské Fojtství im Süden, Vidnava im Südwesten, Horní Heřmanice im Westen sowie Zwanowice im Nordwesten.

## Geschichte
Erstmals erwähnt wurde das zur Kastellanei Ottmachau gehörige Dorf im Jahre 1291. Es wird angenommen, dass Schubertskrosse der nordöstliche Teil eines langgezogenen Dorfes Krosse war, in das 1264 gegenüber von Voigtskrosse die Stadt Weidenau hineingegründet worden ist.
Die nordöstlich an Weidenau angrenzende Ansiedlung wurde nach dem Breslauer Frieden von 1742 preußisch. Seit 1816 gehörte sie zum Landkreis Neisse. 1930 lebten in der Gemeinde Schubertskrosse 133 Menschen und 1939 waren es 123.
Nach dem Zweiten Weltkrieg erhielt das Dorf den Namen Krasów und kam zu Polen. Im Zuge von Gebietsaustauschen zwischen der Volksrepublik Polen und der ČSSR wurde das Dorf 1959 im Austausch gegen Skřivánkov der Tschechoslowakei angegliedert. Es erhielt den Namen Krasov und wurde Teil der Stadt Vidnava.